# Penstemon wardii
Penstemon wardii är en grobladsväxtart som beskrevs av Asa Gray. Penstemon wardii ingår i släktet penstemoner, och familjen grobladsväxter. Inga underarter finns listade i Catalogue of Life.